# La Clique
Pour les articles homonymes, voir clique.
 (décembre 2011).
La Clique (Undergrads), ou 4 à la fac en France, est une série télévisée d'animation américano-canadienne pour adulte. Elle est créée par Pete Williams et produite par Decode Entertainment. Les seuls 13 épisodes seront diffusés entre le 1er avril 2001 et le 12 août 2001 sur MTV, au Canada et à partir du 3 juin 2001 sur Teletoon. En France, elle sera diffusée sur Canal+ sous le titre 4 à la fac, et depuis novembre 2022, le doublage parisien de la série est disponible sur Pluto TV.

## Synopsis
Cette série met en vedette quatre amis d'enfance : Nitz, Rocko, Cal et Gimpy. Ceux-ci fréquentent l'université et ont chacun des personnalités bien distinctes. 
- Nitz, le personnage principal, est un homme gêné et introverti. Il cherche à conquérir le cœur d'une jeune femme, mais échoue.
- Rocko est un garçon vulgaire qui croit tout savoir sur les femmes qui le repoussent vivement.
- Il deteste Cal, un personnage peu futé mais sachant attirer les filles du campus vers lui.
- Fan de Star Wars, Gimpy est très intelligent mais toujours stressé. Il est expert en fiction et en informatique.

La série dépeint la vie, avec les éléments les plus typiques et atypiques, de l'expérience univeritaire de nombreux étudiants aux États-Unis. Beaucoup de personnages de la série représentent un caractère commun au collège, avec entre autres le monsieur tout-le-monde (Nitz), le gars de fraternité (Rocko), le séducteur (Cal), la tronche recluse (Gimpy), la fraîche jeune fille (Jessie) ou encore la greluche superficielle (Kimmy). Les situations dépeintes ont aussi tendance à être typique de l'expérience collégiale, à travers les bons moments et aussi (contrairement aux nombreux films Hollywoodiens sur la vie collégiale) les mauvais moments. Ces situations vont des prêts aux étudiants à la nourriture infecte des cafétérias, le questionnement sur l'identité, les rivalités entre fraternités, les traditions bizarres, les RA casse-pieds, les problèmes d'argent ou encore la pression des pairs. Malgré le fait que le contexte de la série se déroule dans une université, aucun personnage n'est jamais vu en cours ou participant à quelconque examen. Les histoires gravitent autour de la vie sociale et des émotions des protagonistes. La seule exception notable est la classe ROTC de Rocko dans l'épisode « L'Aide financière ».
Le cadre spatial de la série n'est jamais mentionné clairement et pourrait convenir à n'importe quelle université typique. Toutefois, certains épisodes laissent penser que la série se déroulerait en Nouvelle-Angleterre puisque Pete Williams, le créateur de la série, a étudié dans une université de cette région. Dans l'épisode 2, Sur les Traditions, se déroule la double expo exposée, une course où les participants sont nus, une tradition classique de l'université du Vermont. Aussi, dans l'épisode 12: Risk, se déroule une journée Ben & Jerry gratuite ainsi qu'un Spring Fling, une autre tradition de l'UVM. Néanmoins d'autres incohérences géographiques peuvent être trouvées comme dans l'épisode L'Alcoo où Jessie et Nitz utilisent de faux permis de conduire de l'État de New York, l'épisode Crise d'identité qui a lieu au début du second semestre et nous montre les arbres dénudés et de la neige sur le sol, des conditions plus susceptibles de se retrouver à New York en janvier, et même, dans l'épisode 1 où Gimpy déguise Mump en agent de la California Highway Patrol afin de suivre Rocko.
Pete Williams affirme dans quelques entrevues que les personnages de la série sont basés sur des personnes réelles qu'il a rencontrées au cours de ses études. Certaines d'entre elles ont d'ailleurs prêté leur voix aux personnages de la version anglaise de la série.

## Distribution

### Voix québécoises
- Jean-François Beaupré : Nitz Walsh
- Sylvain Hétu : Rocko
- Martin Watier : Cal Evans
- Renaud Paradis : Gimpy
- Christine Bellier : Jessie
- Aline Pinsonneault : Kimmy Burton
- Hugolin Chevrette : Mump
- Antoine Durand : Doug (le Duggler)
- Joël Legendre : Dan le rieur
- Sébastien Reding : Fran le rieur
- Gilbert Lachance : Greg
- Olivier Visentin : Brody

 Source et légende : version québécoise (VQ) sur Doublage.qc.ca

### Voix françaises
- Mathieu Buscatto : Nitz
- Vincent Violette : Gimpy
- Marie-Laure Beneston : Jessie, Kimmy

## Personnages

### Personnages principaux
- Nitz est le personnage principal de la série. Presque tous les épisodes tournent plus ou moins autour de lui. Il est timide et va à l'université fictive de State U. Il se retrouve souvent en contradiction avec ses amis, souhaitant plus de temps pour essayer de séduire Kimmy, pour qui il a le béguin depuis l'école primaire, mais il échoue à chaque fois. Dans l'épisode "Les nouveaux amis", il est révélé que son vrai nom est Nitz Parker, il ne se souvient pas comment il a eu son surnom, comme cela est révélé dans le premier épisode. Nitz est basé sur créateur de la série, Pete Williams. Il ressemble beaucoup à Pete Townshend du groupe The Who, même s'il s'inspire directement de Pete Williams.
- Rocko est le dur et viril mais fraternel. Il va à l'institution de Central State Community College Junior où il arrive à se frayer un chemin dans une fraternité fictive nommée Alpha Alpha où il est nettement impopulaire. Ses intérêts sont essentiellement tournés vers l'alcool et les filles, et ces obsession sont telles que Rocko en arrive à parler à une bouteille d'alcool imaginaire géante nommée Bobby Whiskey lui suggérant en général de résoudre ses problèmes en buvant. Du côté des filles, il affiche moins de compétences, presque toutes les femmes qu'il approche le quittent avec violence. Il n'aime pas beaucoup Cal, le traitant souvent avec violence et prétendant avoir énormément de raisons de le détester.
- Cal est un autre ami de Nitz fréquentant la même université que lui. C'est le beau et grand jeune homme blond,  peu futé mais qui a un don pour attirer les filles autour de lui sans le moindre effort. Cal est le camarade de chambre de Nitz. Il parle souvent en bavant ou en faisant du bruit, et termine ses phrases par vieux. Cal démontre régulièrement sa pauvre intelligence en affichant une distraction excessive. Ses vêtements décontractés et son sourire quasi perpétuel l'identifient comme un garçon à la vie sexuelle très active.
- Gimpy est un drôle de geek étudiant à l'institution fictive de Tekerson Tech. Il ne quitte presque jamais sa chambre (préférant communiquer avec ses amis par vidéo conférence), mais opère aussi clandestinement sous le nom de "G Premier". En arrivant à Tekerson, il a rapidement rassemblé une équipe semblables à lui comme hommes de main, remplaçant l'ancien groupe alpha-tronches et mettant fin au règne de la tyrannie de Star Trek. Il est fan extrême de Star Wars, et est également un passionné de Spider-Man et de Wall Street. Il voue aussi un grand respect au personnage de l'agent Dana Scully de la série X-Files : Aux frontières du réel. Il est également bien renseigné sur l'univers de Star Trek, malgré la haine qu'il voue au phénomène. Gimpy a choisi d'être un reclus social, décrivant souvent les femmes comme « l'ennemi » (malgré le fait qu'il aura une petite amie en ligne pendant une courte période au cours de la série). Des quatre protagonistes, il semble que Nitz et Gimpy soient les plus proches. Son amitié avec sa légion de tronches crée un conflit entre eux et la vieille amitié avec Nitz, Cal et Rocko. Vers la fin de la série, Gimpy commence à montrer un peu de frustration envers Nitz, l'accusant de délaisser ses amis pour Kimmy Burton, mais Nitz et Gimpy demeurent amis durant toute la série.

### Personnages secondaires
- Jessie est aussi étudiante à State Univertity, l'université de Nitz. Elle se lie d'amitié avec lui dès la première semaine à la faculté. Jessie a une attitude décontractée et une personnalité du type punk. Elle accompagne souvent Nitz dans ses mésaventures et analyse beaucoup de choses sur cette époque étrange de la vie avec un niveau de maturité surprenant. Elle a également une grande habileté à analyser le comportement et la psychologie des gens l'entourant. Elle est censée avoir subi une transformation majeure depuis l'école secondaire, lui permettant de s'exprimer avec plus de liberté dans ce nouvel environnement qu'est la faculté. Nitz ne réalise pas qu'elle est attirée par lui. Malgré le fait que Nitz affirme clairement dès le début qu'il aime Kimmy, Jessie tente de gagner son affection malgré tout. Jessie et Nitz sont partenaires dans le crime, et elle est toujours là pour aider Nitz. Elle est sans doute beaucoup plus influente sur la vie de Nitz que Kimmy et malgré de nombreux signes d'affection en retour, Nitz n'a d'yeux que pour Kimmy. Dans l'épisode Les Colocataires, Nitz commence à se sentir attiré par Jessie, mais lorsqu’il s'approche d'elle, elle repoussera ses avances. À ce stade, Nitz ne s'intéressera plus à Jessie et continuera à poursuivre Kimmy, Nitz et Jessie redevenant simples amis. Au fur et à mesure que la série avance, la frustration de Jessie face à l'indifférence de Nitz commence à augmenter, celui-ci la délaissant de plus en plus dans ses tentatives de séduction de Kimmy malgré l'insistance des signes d'affection de Jessie. Cette frustration éclate en colère à la fin du dernier épisode lorsqu’elle laissera échapper une partie de ses sentiments avant de laisser Nitz derrière elle. Le personnage est interprété (dans la version anglaise) par Jene Yeo, qui est, en fait, la vraie Jessie sur laquelle le personnage est basé.
- Kimmy Burton est la jolie rousse faisant battre le cœur de Nitz. Ayant fréquenté la même école secondaire que les quatre protagonistes, mais ayant été diplômée un an avant, Kimmy fréquente aussi State U. Fille active, elle essaie de s'impliquer dans tout ce qui se passe à l'école, allant des causes environnementales à l'éducation sexuelle. Elle semble, comme dans le cas de Jessie envers Nitz, totalement inconsciente de l'amour que Nitz a pour elle. Même si elle est quelque peu perfectionniste, on s'aperçoit peu à peu que sa vie est en ruine. Kimmy, comme tout le monde au collège, est incertaine et nerveuse au sujet de son avenir et adopte lentement Nitz comme « épaule sur laquelle pleurer ». Bien que cela frustre Nitz, il semble excité de se rapprocher d'elle. Kimmy, cependant, jette plutôt son dévolu sur Mark, un étudiant en théâtre à l'université. Kimmy et Nitz ignoreront toute la série que Mark est gai, ce qui n'est révélé que dans le dernier épisode. Bien que Kimmy soit bien attentionnée, elle semble plutôt inconsciente des sentiments des autres.
- Mump est le bras droit de Gimpy. Il est étudiant à Tekerson Tech avec Gimpy. Il est un jeune homme de petite taille, embonpoint et cheveux roux jeunes. Une infirmière a une fois déclaré qu'il est « peut-être inférieur à la moyenne en hauteur, mais il est d'autant supérieur à la moyenne en poids ! ». En plus d'être la tête dirigeante de la petite troupe de geeks de Gimpy à Tekerson Tech, Mump semble être le bras droit de Gimpy. Bien qu'il soit souvent assez sympathique, il semble être férocement protecteur de son amitié avec Gimpy. Il est à première vue, extrêmement jaloux de l'amitié très proche de Gimpy et de Nitz, bien que cela se dissipe quelque peu avec la série. Mump est un ancien Trekkie reconverti par Gimpy en fan de Star Wars, celui-ci ayant inspiré Mump à un tel degré qu'il en a adopté l'amour de Gimpy pour Star Wars. Même s'il est aussi un fan de Star Wars, il semble être un fan moins obsédé, ne prétextant la chose que pour bien s'entendre avec Gimpy. Il affirme qu'il existe un « b » dans son nom, et que le « b » est muet. Au fond, il semble que Mump soit un être incertain de lui-même, ce qui expliquerait sa protection plutôt féroce des amitiés qu'il arrive à maintenir. Mump est évidemment un surnom, tout comme les surnoms des 4 personnages principaux. Cependant, son véritable nom n'est jamais mentionné. Il souffrira brièvement d'un cas de syndrome du canal carpien. Il est membre du ROTC, tel que révélé dans L'Aide financière.

### Personnages récurrents
- Doug (Le Duggler) est le résident adjoint des dortoirs où Nitz et Cal résident à State U. Véritable relique sociale des années 1960, il porte toujours un peignoir, dont il révélera à Cal être en réalité un uniforme officiel des RAs. Inepte social, refusant souvent de participer aux événements étudiants non officiels ou aux moments de plaisir, il semble être dans un état constant de refus à ce sujet, ce qui donne l'impression qu'il vit une vie triste et solitaire, mais ne l'admettant pas. Il mentionne souvent que l'on n'a pas à "suivre la foule", pour ainsi dire. Il a une manière de parler un peu forcée et ne semble pas être très bien pris en compte par les étudiants. Il se réfère souvent à lui-même à la troisième personne comme "Le Duggler".
- Rita : Adjointe aux Résidences (RA) dans le dortoir de Gimpy à Tekerson Tech. Arborant des lunettes, des cheveux en chignon, un brassard RA et des pantoufles en forme de requin. Elle tente sans arrêt de déjouer les plans Gimpy tentant de démasquer son identité en tant que "G Premier". Il n'est jamais mentionné si elle est élève de l'école, comme elle se réfère à ses locataires comme des "étudiants". Elle a une aventure très courte avec Cal dans l'épisode "Les Imbéciles", qui prit fin aussi brusquement qu'elle avait commencée, mais lui donnent quand même son numéro de téléphone.
- Charity : Colocataire blonde et tête en l'air de Jessie. Elle est constamment obsédée par son ex petit ami Jonas, qui l'a quitté avant le début de la série. Il est révélé dans "La Virginité" qu'il a émis une ordonnance restrictive sur elle. Ses divagations constantes sur lui rendent Jessie presque folle, provoquant des étincelles avec Nitz pendant un petit moment. Elle sort  brièvement avec Rocko, qui prétend être vierge pour lui plaire.
- ELLE PREMIÈRE (Tabitha) : Une pirate informatique à Tekerson Tech qui défie souvent Gimpy via leurs ordinateurs. Sur le site officiel de la série, ce personnage est appelé Tabitha. Gimpy l'affronte souvent en combat informatique virtuel et les deux commencent à former un peu une sorte de relation. Gimpy semble au premier abord hésitant à ce sujet, en raison de sa position stricte sur les filles, les jugeant comme étant l'ennemi (À l'exception de l'agent Scully). Cependant, il commence à se trouver beaucoup de points en commun avec elle, malgré le fait que les deux ne se soient jamais rencontrés en personne. Ils commencent à passer plus de temps ensemble en ligne. Toutefois, Rocko lui fait remarquer qu'il est de nature docile et fait toujours tout ce qu'elle lui dit. Pour tester cela, Gimpy refuse l'une de ses demandes. Piquée au vif, elle tente de détruire l'ordinateur de Gimpy à l'aide d'un virus informatique. Cette crise est de peu évitée et les deux sont à nouveau fixés comme étant des rivaux, rien de plus. Toutefois, les deux semblent avoir le désir de connaître l'identité de l'autre. ELLE PREMIÈRE est dessinée comme ayant les cheveux violets enveloppés dans un foulard. Bien qu'elle soit du type femme fatale virtuelle, dans la vraie vie, elle semble quelque peu timide et renfermée. Bien qu’elle n’ait jamais rencontré Gimpy, leurs dortoirs sont situés juste l'un à côté de l'autre.
- Mark : Étudiant en art dramatique à State U gravitant souvent autour de Kimmy qui a le béguin pour lui. Nitz le voit comme son rival, menaçant ses chances de se rapprocher d'elle. Tous deux sont complètement aveugles sur le fait que Mark est homosexuel et ce jusqu'au dernier épisode.
- Lance : Copain de Mark allant lui aussi à State U. Il n'apparaît qu'en arrière-plan.
- Brodie : Un des amis de Jessie, il est étudiant en cinéma. Il parle sans cesse de films, d'anecdotes ou d'opinions personnelles sur les films qu'il voit. Il semble se considérer lui-même destiné à la grandeur, et il en résulte une attitude assez naïve et égoïste. Il a notamment été l'instigateur du célèbre cri général de révolte dans le dernier épisode.
- Kruger : Toxicomane et ami de Jessie. Il est très souvent pessimiste et en désaccord avec le monde.
- Dan : Autre ami de Jessie n'ayant aucune ligne de dialogue dans la série. Il ne fait que rire en arrière-plan.

## Épisodes
1. La Fête / Teuf (Party)
2. La Tradition / Traditions (Traditions)
3. La Virginité / Superpuceau (Virgins)
4. Les Nouveaux Amis / De nouveaux amis (New Friends)
5. L'Alcool / Ivrogneries (Drunks)
6. Les Colocataires / Colocataires (Room Mates)
7. Les Imbéciles / Reveils douloureux (Jerks)
8. Les Rivaux / Rivalités (Rivalries)
9. L'Aide financière / Nitz la bourse (Financial Aid)
10. Crise d'identité (Identity Crisis)
11. Un travail d'étudiants / Travaille étudiant (Work Study)
12. Risk / Jeux drôles (Risk)
13. La Folle Semaine / Fin d'année (Screw Week)

## Annulation et tentative de relancement
N'ayant récolée que des critiques très mitigées lors de sa diffusion originelle en 2001, la série fut considérée comme un échec commercial et financier. Elle fut donc annulée après seulement treize épisodes. Il fut considéré de poursuivre la série avec le concours de Teletoon et DHX Media, mais à la dernière minute, MTV abandonna le financement. La chaîne Comedy Central rediffusa la série dans une case horaire de fin de soirée afin de voir s'il elle était encore viable avant d'envisager une seconde saison, mais rien ne fut fait. Un grand nombre de fans voient en cette série l'une des rares à montrer, de manière caricaturale, un portrait réaliste de la vie étudiante sur un campus américain. La fin du treizième épisode est une fin ouverte laissant place à imaginer ce qu'il adviendra des personnages. Pete Williams, dans un billet de blog daté du 27 janvier 2006, a affirmé qu'il n'était pas prêt à mettre le dernier clou dans le cercueil de la clique : il tient à raconter la vie de ses personnages, même si plusieurs années se sont écoulées depuis la fin de la production de la série originelle.
Dans un autre billet de blog daté du 18 décembre 2008, Pete Williams a affirmé que Télétoon avait annulé l'idée d'une seconde saison alors que la moitié du budget avait été assemblé pour une seconde saison, et ceux au profit d'un nouveau concept de Pete Williams appelé We Got Issues (Nous avons des problèmes), dans lequel il réintroduirait les personnages de la série. L'idée fut bien accueillie, mais ne dépassa pas le stade du développement. Il a également exprimé le désir de produire une bande dessinée ou encore des web-épisodes en lieu de deuxième saison. Le projet serait actuellement en pourparler avec Decode Entertainment (la compagnie détentrice des droits de la série).
Williams et les co-auteurs Andy Rheingold et Josh A. Cagan ont fait une apparition ensemble lors d'un panel pour l'Exposition de Calgary en 2012. Ils ont déclaré qu'ils ne possédaient pas les droits légaux de la série, mais qu'ils continueraient à tenter de ramener . Les créateurs ont depuis commencé un "Groupeville" Facebook officiel dans l'espoir d'aider à ce qu'une deuxième saison reçoive le feu vert. Les fans ont montré leur soutien en affichant leurs bons souvenirs de l'émission ainsi que de nombreuses vidéos qui vont être utilisés pour susciter l'intérêt dans la poursuite de l'émission. La première vidéo officielle "Bring Back Undergrads" a été mise en ligne sur YouTube le 21 août 2013.
Pour aider à la relance de l'émission, le 26 avril 2013, Williams a commencé une page officielle Facebook "Bring Back Undergrads" dans l'espoir, selon ses dires, de recueillir une bonne quantité de "J'aime" pour prouver que la série a encore une base de fans.
Williams a aussi participé à "ConBravo", en juillet 2013, où il a répondu aux questions des fans sur la création de la série ainsi que sur l'évolution du dossier sur la relance de la série. Au cours du panel, il a mentionné que les créateurs étaient "assez proches" d'obtenir l'autorisation de MTV et DHX de continuer l'histoire. Williams a ajouté qu'ils n'étaient pas encore décidé sur s'ils allaient financer une deuxième saison complète, faire un film indépendant qui répondrait aux questions laissées en suspens à la fin de la première saison ou encore faire un nouveau film qui présenterait les étudiants de premier cycle à une nouvelle génération afin d'essayer d'obtenir le feu vert d'une deuxième saison de cette façon.
Sur le podcast My So Called 8-Bit Life, Pete Williams, Josh Cagan A et Andy Rheingold ont raconté les pourparlers avec les deux sociétés, et comment le processus fut long avant d'en arriver aussi prêt qu'ils le sont maintenant d'une sorte de renaissance de la série. Ils étaient aussi prompts à dire que l'un des plus grands obstacles, advenant qu'ils obtiennent la permission de créer du nouveau matériel, serait le coût. Williams a également déclaré que lui, Rheingold et Cagan mettaient la touche finale à un traitement pour un film de La Clique (The Undergrads). Une fois l'approbation obtenue de DHX et MTV, la production d'un script et du film débutera.

## Musique
La chanson thème, The Click, a été écrite et interprétée par le groupe Good Charlotte, qui apparait également dans l'épisode Risk. Une grande partie de la musique contenue dans la série comprend des chansons de divers groupes rock indépendants et d'artistes canadiens tels que Vibrolux, Knacker, Sam Roberts, Reggie and the Full Effect, Sloan, Planet Smashers et Les Rosenberg, pour n'en nommer que quelques-uns. Les musiques d'ambiances de la série ont été produites par Jono Grant. Une liste des groupes et chansons utilisées dans chaque épisode peut être consultée sur le site officiel.